# Vierge (album)
Pour les articles homonymes, voir Vierge.
Albums de FFF
Vivants
Vierge est le cinquième album du groupe FFF, le quatrième en studio. L'enregistrement s'est déroulé au studio Salam Aleikum, à Paris, et le disque est sorti en 2000. Il est produit par FFF et mixé par Yarol.
Cet album est plus sobre, plus calme et aussi plus mélodique que les précédents. Les influences rock, metal, punk, funk, blues, et autres, y sont moins évidentes. Les textes sont, comme pour FFF, essentiellement en français.
Igor Nikitinsky et Camille Bazbaz ont remplacé Félix et Hervé aux claviers.
La chanson Alice éditée en single a connu un certain succès commercial.
Une édition limitée est parue avec un DVD retraçant leur tournée asiatique de 1999 et un making of de l'album.

## Titres
Les paroles sont de Marco Prince, la musique de FFF, sauf mention contraire :
1. Alice
2. Le yaourt (sur la bouche des filles)
3. Mauvais fils
4. I want you (M. Prince/FFF/P. Niel)
5. On avance
6. Come on (dirty fantasy)
7. Fame (D. Bowie/C. Alomar/J. Lennon)
8. Tout est mou
9. God bless the family
10. Mon désordre
11. Je déteste le dimanche
12. On le fait
13. 7 fois dans ma bouche

## Musiciens
- Marco Prince : chant
- Nicolas "Niktus" Baby : basse
- Yarol Poupaud : guitare
- Krichou Monthieux : batterie
- Camille Bazbaz : claviers sur 5 morceaux
- Igor Nikitinsky : claviers sur 5 titres
- Philippe Niel, dit Félix : claviers sur I Want You
- Malik Mezzadri : flûte sur Alice
- Christian Le Chevretel : trompette sur On le fait